# Mistrzostwa Świata w Kolarstwie Szosowym 2024 – wyścig ze startu wspólnego kobiet
Mistrzostwa Świata w Kolarstwie Szosowym 2024 – wyścig ze startu wspólnego kobiet – konkurencja wyścigu ze startu wspólnego elity kobiet w ramach Mistrzostw Świata w Kolarstwie Szosowym 2024, która rozegrana została 28 września 2024 na liczącej ponad 154 kilometry trasie z Uster do Zurychu.

## Uczestnicy

### Reprezentacje
| Reprezentacje (68)- Belgia - Stany Zjednoczone - Holandia - Polska - Włochy - Francja - Australia - Wielka Brytania - Szwajcaria - Hiszpania - Austria - Niemcy - Dania - Nowa Zelandia - Kanada - Norwegia - Kolumbia - Południowa Afryka - Luksemburg - Uzbekistan - Węgry - Słowenia - Chile - Chiny - Irlandia - Hongkong - Czechy - Tajlandia - Brazylia - Cypr - Ukraina - Namibia - Szwecja - Rwanda - Ekwador - Litwa - Serbia - Meksyk - Japonia - Portugalia - Wenezuela - Łotwa - Zjednoczone Emiraty Arabskie - Estonia - Maroko - Grecja - Słowacja - Izrael - Mauritius - Paragwaj - Urugwaj - Salwador - Honduras - Indonezja - Trynidad i Tobago - Erytrea - Bułgaria - Rumunia - Turcja - Benin - Afganistan - Argentyna - Burundi - Boliwia - Mongolia - Olimpijska reprezentacja uchodźców - Malta - Azerbejdżan |
| |

## Klasyfikacja generalna
| \| Klasyfikacja generalna \| Klasyfikacja generalna \| Klasyfikacja generalna \| Klasyfikacja generalna \| Klasyfikacja generalna \| \| Kolarka \| Kolarka \| Państwo \| Drużyna \| Czas \| \| ---------------------- \| ---------------------- \| ---------------------- \| ---------------------- \| ---------------------- \| \| 1. \| Lotte Kopecky \| Belgia \| Belgia \| 4h 05' 26" \| \| 2. \| Chloé Dygert \| Stany Zjednoczone \| Stany Zjednoczone \| + 0" \| \| 3. \| Elisa Longo Borghini \| Włochy \| Włochy \| + 0" \| \| 4. \| Liane Lippert \| Niemcy \| Niemcy \| + 0" \| \| 5. \| Demi Vollering \| Holandia \| Holandia \| + 0" \| \| 6. \| Ruby Roseman-Gannon \| Australia \| Australia \| + 0" \| \| 7. \| Justine Ghekiere \| Belgia \| Belgia \| + 1' 06" \| \| 8. \| Marianne Vos \| Holandia \| Holandia \| + 1' 06" \| \| 9. \| Riejanne Markus \| Holandia \| Holandia \| + 1' 06" \| \| 10. \| Blanka Kata Vas \| Węgry \| Węgry \| + 3' 00" \| |                      |                   |                   |            |
| |                      |                   |                   |            |
| |                      |                   |                   |            |
| Klasyfikacja generalna |                      |                   |                   |            |
| Kolarka | Kolarka              | Państwo           | Drużyna           | Czas       |
| 1. | Lotte Kopecky        | Belgia            | Belgia            | 4h 05' 26" |
| 2. | Chloé Dygert         | Stany Zjednoczone | Stany Zjednoczone | + 0"       |
| 3. | Elisa Longo Borghini | Włochy            | Włochy            | + 0"       |
| 4. | Liane Lippert        | Niemcy            | Niemcy            | + 0"       |
| 5. | Demi Vollering       | Holandia          | Holandia          | + 0"       |
| 6. | Ruby Roseman-Gannon  | Australia         | Australia         | + 0"       |
| 7. | Justine Ghekiere     | Belgia            | Belgia            | + 1' 06"   |
| 8. | Marianne Vos         | Holandia          | Holandia          | + 1' 06"   |
| 9. | Riejanne Markus      | Holandia          | Holandia          | + 1' 06"   |
| 10. | Blanka Kata Vas      | Węgry             | Węgry             | + 3' 00"   |